# Anke Feuchtenberger
Anke Feuchtenberger est une auteure de bande dessinée allemande née en 1963 à Berlin-Est. Elle a reçu en 2008 le prix Max et Moritz du meilleur auteur germanophone de bande dessinée pour Hure H et, en 2020, pour l'ensemble de sa carrière.

## Biographie
Anke Feuchtenberger fait ses études aux Beaux-Arts (Kunsthochschule) de Berlin-Est. Peu avant la chute du mur, elle participe à la création du groupe Glühende Zukunft (« Futur radieux »), qui combine action artistique et politique. Elle se lance dans la bande dessinée en 1993, avec Herzhaft — lebenslänglich. Parmi ses diverses productions depuis, ont été notamment traduits en français La Petite Dame (Die kleine Dame) en 1997 et la série La Putain P (Die Hure H), qu'elle réalise sur des scénarios de l'écrivain Katrin de Vries.
Depuis 1997, Anke Feuchtenberger est professeur d'art à la Hochschule für Angewandte Wissenschaften (Université de Sciences Appliquées) de Hambourg, où elle a eu notamment pour élève Line Hoven.[réf. souhaitée] Elle est également codirectrice de la maison d'édition Mami Verlag, créée en 2008 avec son mari Stefano Ricci.[réf. souhaitée] En 2008, Hure H lui vaut le prix Max et Moritz du meilleur auteur germanophone. En 2020, elle reçoit la distinction pour l'ensemble de sa carrière.

## Œuvres publiées

### En français
- Deux histoires de Bärmi & Klett, dans Lapin no 8, L'Association, 1995.
- « La Robe de la souveraine », dans Le Cheval sans tête no 1, Amok, 1996.
- « Si je n'étais pas fendue », dans Blick, Amok, p. 5-7.
- La Petite Dame (dessin), avec Katrin de Vries (scénario), L'Association, coll. « Patte de Mouche », 1996.
- « Douleurs blanches », dans Le Cheval sans tête no 4, Amok, 1997.
- « Down to the Harbour », dans Comix 2000, L'Association, 1999, p. 507-511.
- La Putain P (dessin), avec Katrin de Vries (scénario) :

1. La Putain P, L'Association, coll. « Ciboulette », 1999.
2. La Putain P fait sa ronde, Frémok, coll. « Quadrupède », 2006.
3. La Putain P jette le gant, Frémok, coll. « Amphigouri », 2011.

- « The King of the Bees », dans Honey talks, La Boîte d'Aluminium, 2006.
- Si mon chien meurt je me taille une veste, Frémok, 2006.
- Weh Weh Weh Supertraene.de, B.ü.L.b comix, coll. « 2[w] », set R, t. 3, 2007.
- Participation à Toy Comix, L'Association, 2007, p. 35-38.
- Le Camarade Coucou, Futuropolis, 2024 - Sélection officielle Festival d'Angoulême 2025

### Catalogue de ses œuvres
- Anke Feuchtenberger, Shenzhen : Human Fine Arts Publishing House, 2005.

## Distinctions
- 1997 : Prix d'encouragement e.o.plauen pour récompenser un début de carrière prometteur[5]
- 2008 : Prix Max et Moritz du meilleure auteur de bande dessinée de langue allemande, pour Hure H[3].
- 2020 : prix Max et Moritz spécial pour l'ensemble de sa carrière[4].